# Триметр
Триметр (грец. trimetros — тримірний), або Триподія (грец. tripodes — розмір на три стопи) — тристопний вірш
двоскладового чи трискладового розміру.
Приміром, у віршовому рядку з амфібрахійним розміром на три стопи:
```
«По небу не хмари, а клоччя...» (В. Ярошенко), 
```

тобто: U — U / U — U / U — U.
Винахідником триметру вважався Архілох, у якого ямбічний триметр використовувався в речитативно-розмовних ліричних віршах. З лірики ямбічний триметр перейшов в трагедію і комедію, де використовувався в основному в діалогах. У латинян триметр з'явився в III в. до н. е., з першими перекладами грецьких комедій і трагедій.
Ямбічний триметр будується як три діподіі, три здвоєні ямбічні стопи. У кожній діподіі перший ямб (U-) може замінюватися спондеєм (- -), а другий не може. І навпаки, довгі склади могли замінюватися (у всіх стопах крім шостий) двома короткими (замість ямба — трибрахій, UUU)